# Ивановка (Белыничский район)
Ива́новка (бел. Іва́наўка) — посёлок в составе Ланьковского сельсовета Белыничского района Могилёвской области Республики Беларусь.

## Население
- 2010 год — 2 человека